# 신장고등학교
신장고등학교(新長高等學校)는 대한민국 경기도 하남시 신장동에 있는 공립 고등학교이다.

## 학교 연혁
- 2005년 1월 23일 : 신장고등학교 설립인가(보통학급 30학급)
- 2005년 3월 1일 : 초대 김태석 교장 취임
- 2005년 3월 4일 : 제1회 입학 (8학급 280명)
- 2008년 2월 15일 : 제1회 졸업장 수여식(274명)
- 2021년 2월 11일 : 제15회 졸업식(8학급 221명, 누계 4,502명)
- 2024년 2월 7일 : 제17회 졸업식(209명)
- 2024년 3월 1일 : 최상익 교장 취임
- 2024년 3월 4일 : 제20회 입학식(10학급 312명)

## 참고 자료
- 신장고등학교 - 한국교육학술정보원 학교알리미